# Орманди, Юджин
Ю́джин О́рманди (англ. Eugene Ormandy, настоящее имя Е́нё Орманди-Бла́у — венг. Ormándy-Blau Jenő; 18 ноября 1899, Будапешт — 12 марта 1985, Филадельфия) — американский дирижёр венгерского происхождения. В течение сорока четырёх лет являлся музыкальным руководителем Филадельфийского симфонического оркестра. Под его управлением Филадельфийский оркестр выпустил три золотые пластинки и получил две премии Грэмми.

## Биография
Енё Блау родился в еврейской семье. Родители — Розалия и Беньямин Блау, зубной врач и скрипач-любитель. Обучался игре на скрипке с раннего возраста. В пять лет поступил в Венгерскую королевскую академию музыки, а через два года дал первый сольный концерт. В возрасте девяти лет поступил в класс известного скрипача Енё Хубаи и через пять лет академию окончил. В течение некоторого времени был концертмейстером Блютнер-оркестра в Германии, затем ездил с гастролями по всей Европе. Один из концертных агентов предложил ему перебраться в Нью-Йорк, однако, когда скрипач приехал туда в 1921 году, найти работу ему было крайне сложно. С трудом он смог получить место скрипача в оркестре кинотеатра «Капитолий» в Нью-Йорке (снесён в 1968), куда его пригласил композитор Эрнё Рапе, и примерно к этому же времени относится его решение сменить свои венгерские имя и фамилию на американские. Сведения о происхождении его фамилии (Орманди) расходятся. Возможно, это было либо второе имя самого Блау при рождении, либо имя его матери.
В течение следующего года ему удалось выдвинуться в ряды первых скрипачей оркестра, а в сентябре 1924 впервые встать за его пульт из-за болезни дирижёра. В 1927 году Орманди принял американское гражданство и познакомился с меценатом Артуром Джадсоном, который помог ему найти работу дирижёра на радио, а позднее перебраться в Филадельфию, где молодой дирижёр на нескольких концертах заменил заболевшего Артуро Тосканини. Вскоре Орманди получил приглашение на пост главного дирижёра симфонического оркестра Миннеаполиса, который занимал в течение пяти лет и где получил большую известность, впервые записав сюиту Золтана Кодаи «Хари Янош» и оркестровую версию пьесы Арнольда Шёнберга «Просветлённая ночь». В 1936 году Орманди возвращается в Филадельфию, где в течение двух лет дирижирует концертами попеременно с Леопольдом Стоковским, а после ухода последнего становится главным дирижёром и занимает эту должность вплоть до 1980 года. Под управлением Орманди Филадельфийский симфонический оркестр выдвинулся в число лучших симфонических коллективов мира, много гастролировал в Европе, Австралии, Южной Америке, Восточной Азии. В СССР первые гастроли прошли в 1958 году.

## Браки
8 августа 1922 года Орманди женился на Стефани (Стеффи) Голднер (1896—1962), которая приехала в Нью-Йорк в 1921 году из родной Вены, где она училась в Музыкальной академии. Вскоре после приезда в Нью-Йорк она заняла должность в кинотеатре «Капитолий», где Орманди был скрипачом. Более десяти лет она была арфисткой Нью-Йоркского филармонического оркестра, единственной женщиной в его составе. Позже эти двое выступали по радио WABC, где Орманди был одним из штатных дирижеров.
Осенью 1946 года пара рассталась. 15 мая 1950 года Орманди женился на Маргарет Фрэнсис Хилч (1909—1988).

## Творчество
Орманди обладал очень хорошей памятью и быстро запоминал все сочинения непосредственно по партитуре. Обычно при дирижировании он не пользовался ни палочкой, ни нотами. Звучание оркестра под его управлением отличалось чувственностью и точностью исполнения, и вскоре в среде музыкантов появилось такое понятие, как «Филадельфийский звук». Оркестр давал более ста концертов в год, везде имея большой успех и получая различные награды. Основу репертуара Орманди составляла симфоническая (Орманди не дирижировал в опере) музыка романтизма, импрессионизма и композиторов первой половины XX века (Антонин Дворжак, Антон Брукнер, Клод Дебюсси, Морис Равель, Рихард Штраус, Карл Орф и др.). Орманди охотно исполнял сочинения русских и советских композиторов — П. И. Чайковского (Юджин Орманди стал одним из исполнителей реконструированной советским музыковедом Семёном Богатырёвым его Симфонии ми-бемоль мажор), М. П. Мусоргского, С. С. Прокофьева, Д. Д. Шостаковича, Н. Я. Мясковского, Т. Н. Хренникова. Изредка дирижировал и более сложными по музыкальному языку сочинениями (Ч. Айвза, А. фон Веберна).
Под управлением Орманди состоялись мировые премьеры «Симфонических танцев» Сергея Рахманинова, Третьего фортепианного концерта Белы Бартока, ряда произведений Пауля Хиндемита, Бенджамина Бриттена, Богуслава Мартину, Дариюса Мийо и других современных композиторов. В обширной дискографии Орманди выделяются записи Первого виолончельного концерта и Четвёртой симфонии Дмитрия Шостаковича, Десятой симфонии Густава Малера, а также многочисленные произведения американских композиторов: Сэмюэла Барбера, Уолтера Пистона, Уильяма Шумана и др. Всемирную известность приобрели записи Орманди Первого, Третьего и Четвёртого фортепианных концертов Рахманинова, в которых солирует автор.